# Thoradonta nigrodorsalis
Thoradonta nigrodorsalis är en insektsart som beskrevs av Zheng, Z. och Liang 1991. Thoradonta nigrodorsalis ingår i släktet Thoradonta och familjen torngräshoppor. Inga underarter finns listade i Catalogue of Life.